# Chiesa di San Paolo (Brugherio)
La chiesa di San Paolo è una chiesa parrocchiale della zona sud di Brugherio, in provincia di Monza e Brianza ed arcidiocesi di Milano; fa parte del decanato di Monza.

## Storia
Dopo la costruzione del centro residenziale dell'Edilnord, nella zona sud di Brugherio nasce l'esigenza di fornire assistenza religiosa agli abitanti del nuovo quartiere. Viene quindi edificato un centro pastorale sussidiario alla parrocchia San Bartolomeo, su un vasto terreno donato dalla famiglia Cazzaniga. All'inizio la comunità si raduna presso la scuola materna dell'Edinord e successivamente in un ampio salone del centro pastorale sussidiario dove vengono posti tutti gli arredi sacri. La parrocchia viene canonicamente istituita nel 1970, e nell'anno 1971, arriva il primo parroco: padre Michele Raffo, ex membro del destituito Istituto degli Oblati di Cristo Re del Venerabile Padre Enrico Mauri. Nell'anno 1992 iniziano i lavori di ristrutturazione che doneranno al salone le sembianze di una chiesa, il cui esterno rimane sempre un centro pastorale, un condominio a tre piani. Il luogo di culto verrà consacrato il 9 marzo 1996 dal Cardinale Carlo Maria Martini. 

## Architettura e note artistiche
Nell'ambito dei diversi lavori di ristrutturazione dell'edificio, l'intervento più importante e significativo riguarda il presbiterio: la scultrice francese Marie-Michèle Poncet viene incaricata di realizzarne i principali arredi quali ambone, altare, tabernacolo e battistero. L'artista realizza le sue opere in marmo rosa del Portogallo, le cui caratteristiche formali e cromatiche si accostano armonicamente al macchiavecchia rosso-verde, pregiato materiale proveniente dalla Svizzera, ampiamente utilizzato nelle chiese ambrosiane, con cui è realizzato il presbiterio. La Poncet si ispira al significato della croce di Cristo che, nella via crucis del 1990, viene descritta da Papa Giovanni Paolo II come "l'inizio di tutto". Posiziona, quindi, al centro dell'altare, una croce che compare tra due blocchi di marmo portanti e che rappresenta la creazione, nonché origine e cuore della vita. L'ambone è invece rappresentato da due figure, posizionate una di fronte all'altra, ed è descritto come il 'luogo della Parola'. I due personaggi sono un profeta, che reca in mano le tavole della legge e che rappresenta l'Antico Testamento, ed un evangelista, simbolo del Nuovo Testamento, che regge una croce. Attraverso la posizione delle braccia e dei corpi viene disegnata una X, che ancora una volta rappresenta la croce di Cristo. La mensola sottostante il tabernacolo ricorda un'ala d'angelo, poiché l'eucaristia viene celebrata come "pane degli angeli". L'ultimo elemento marmoreo opera dell'artista francese è il fonte battesimale, che si trova nella cappella posta in controfacciata. Il fonte battesimale ricorda la forma di un capitello e rappresenta l'acqua, il fuoco, la veste e l'olio, simboli fondamentali della liturgia del battesimo. Altre presenze artistiche sono:
- Trittico di S. Paolo. L’opera venne realizzata da Letizia Fornasieri, artista milanese, nel 1982. La storia di Paolo si svolge in tre momenti. A sinistra viene rappresentato l’incontro con Anania, capo della comunità di Damasco che Paolo voleva disperdere e al quale Gesù lo manda, dopo la conversione, per essere istruito. Sullo sfondo è collocata una scala, simbolo di Giacobbe, ma anche della Chiesa perennemente in costruzione. Al centro è rappresentato Paolo con i suoi attributi tipici: il libro (segno dell’evangelizzazione) e la spada. Il volto del santo, estremamente segnato, quasi caricaturale, rappresenta Paolo ancora abbagliato dalla luce che lo ha folgorato sulla via di Damasco.  Alle spalle dell’uomo un albero a forma di croce: l’albero della Vita, ma anche il simbolo della Croce della salvezza. Davanti a questo un gruppo di persone: è una delle comunità fondate dal santo. A destra è rappresentata una seconda comunità, diversa ma vicina alla prima: la Chiesa di Cristo è composta da tante realtà diverse. Sia sul pavimento che sulle pareti sono visibili dei segni in oro, i quali diventano più nitidi man mano che si sale. L’oro è il segno di Dio e in terra è macchiato dal peccato; più si avvicina al Cielo, più l’oro si purifica e diviene splendente.
- Statua della Madonna con Gesù scolaro. La statua lignea raffigurante la Madonna con bambino scolaro venne realizzata nel 1973 da Don Marco Melzi, sacerdote ma anche scultore della Scuola del Beato Angelico di Milano. La Vergine, alle spalle del Bambino, tiene con la sua mano la mano sinistra del Figlio, il quale tiene nella mano destra la tavoletta, simbolo del suo essere scolaro. Nella parte sottostante, però si intravedono solo tre piedi: infatti, il piede destro della Madre corrisponde al piede sinistro di Gesù. Maria appare quindi in cammino nell’orma del Figlio. La Madre, nell'essere Mamma, continua a vivere così il si dell’Annunciazione, il sì al Padre.
- Statua di San Paolo Apostolo. La statua, realizzata nel 2019 dal sig. Mandelli, raffigura san Paolo, con i simboli che da sempre lo contraddistinguono: il libro (segno dell’evangelizzazione a cui Paolo è stato chiamato direttamente da Dio sulla via di Damasco), la spada (Paolo aveva scritto che la parola di Dio è come una spada a due tagli che inesorabilmente divide il bene dal male), la calvizie e la lunga barba (iconografia tradizionale dei sapienti). Se i primi due simboli appaiono già nelle prime raffigurazioni del santo (IV-V secolo d.C.), la spada fa la sua apparizione solo nel XIII secolo. Il volto appare estremamente segnato, e gli occhi molto gonfi: Paolo è ancora abbagliato dalla luce di Cristo che lo ha investito sulla via di Damasco.
- Formelle della Via Crucis. La Via Crucis realizzata in occasione della ristrutturazione della chiesa (1992-1996), è opera di Riccardo Secchi (Reggio Emilia, 1954). A riguardo di questa opera, così parlava l’artista al momento della sua realizzazione: «Tutta la via Crucis iniziò dalla seconda stazione dove Cristo accetta il cammino di Croce che il Padre gli pone di fronte come condizione per compiere la sua missione salvifica. Quando la ideavo avevo negli occhi e nel cuore una immagine relativamente vicina a quell’epoca: l’abbraccio inginocchiato tra il Cardinale Primate della Polonia Wyszynski e il neoeletto papa Giovanni Paolo II. L’immagine era davvero potente: l’impeto di affetto tra un padre, divenuto improvvisamente figlio, e un figlio chiamato ad essere padre, li fece ritrovare entrambi in ginocchio, l’uno davanti all’altro, davanti alla croce pastorale del Papa. Da questa immagine scaturì quella formella per me decisiva nella creazione della Via Crucis; di seguito vennero tutte le altre nate dalla passione di riscoprire e rendere vivo il significato profondo di un gesto così semplice e pieno di memoria, nato dalla tradizione del popolo cristiano». Una curiosità: il Cireneo è il servo di Dio don Luigi Giussani (Desio, 1922 – Milano, 22 febbraio 2005).